# Marco Engelhardt
Pour les articles homonymes, voir Engelhardt.
Marco Engelhardt est un footballeur allemand né le 2 décembre 1980 à Bad Langensalza, en Thuringe.

## Palmarès
- FC Nuremberg
  - Vainqueur de la Coupe d'Allemagne en 2007.